# Mohombi
Mohombi Nzasi Moupondo, de művésznevén egyszerűen Mohombi (Kinshasa, 1986. október 17. –) kongói-svéd származású énekes, dalszerző és táncos.

## Életrajz
Édesanyja svéd származású, édesapja kongói. 14 testvére van. A család 1999-ben emigrált Svédországba a háború sújtotta Kongói Demokratikus Köztársaságból. RedOne kiadójának szerződött előadója. 2000 és 2008 között testvérével Djo Moupondoval az Avalon nevű hiphop duó tagja volt. 2010-ben kiadta első szóló slágerét Bumpy Ride címmel. A dal világsiker lett, sok országban toplistás helyet ért el. Ezt követte első nagylemeze,  a MoveMeant 2011-ben. 2014-ben jelent meg az Universe című második nagylemeze. 2022 decemberében Mohombi bejelentette, hogy a 2023-as kongói elnökválasztásban (en) független jelöltként indul .

## Albumok
| Cím       | Év   | Slágerlistás helyezések | Slágerlistás helyezések | Slágerlistás helyezések | Slágerlistás helyezések |
| Cím       | Év   | Belgium                 | Franciaország           | Kanada                  | Svédország              |
| --------- | ---- | ----------------------- | ----------------------- | ----------------------- | ----------------------- |
| MoveMeant | 2011 | 69                      | 79                      | 34                      | 43                      |
| Universe  | 2014 | -                       | -                       | -                       | -                       |

## Kislemezek

### Mint fő előadó
| Cím                                                  | Év   | Slágerlistás helyezések | Slágerlistás helyezések | Slágerlistás helyezések | Slágerlistás helyezések | Slágerlistás helyezések | Slágerlistás helyezések | Slágerlistás helyezések | Slágerlistás helyezések | Slágerlistás helyezések | Slágerlistás helyezések | Minősítések                                         | Album                 |   |
| Cím                                                  | Év   | Belgium                 | Kanada                  | Finnország              | Franciaország           | Hollandia               | Norvégia                | Svédország              | Spanyolország           | Svájc                   | Egyesült Királyság      | Minősítések                                         | Album                 |   |
| ---------------------------------------------------- | ---- | ----------------------- | ----------------------- | ----------------------- | ----------------------- | ----------------------- | ----------------------- | ----------------------- | ----------------------- | ----------------------- | ----------------------- | --------------------------------------------------- | --------------------- | - |
| Bumpy Ride (solo or feat. Pitbull or Machel Montano) | 2010 | 7                       | 32                      | 2                       | 3                       | 1                       | 3                       | 6                       | 17                      | 41                      | -                       | - Dánia: platinalemez - Svédország: 2× platinalemez | MoveMeant             |   |
| Miss Me (feat. Nelly)                                | 2010 | 123                     | -                       | -                       | -                       | -                       | -                       | -                       | -                       | -                       | 66                      |                                                     | MoveMeant             |   |
| Dirty Situation (feat. Akon)                         | 2010 | 16                      | 94                      | 9                       | 28                      | 67                      | -                       | 54                      | -                       | -                       | -                       |                                                     | MoveMeant             |   |
| Coconut Tree (feat. Nicole Scherzinger)              | 2011 | 13                      | 80                      | -                       | 75                      | -                       | 9                       | 8                       | 11                      | -                       | -                       | - Svédország: platinalemez                          | MoveMeant             |   |
| Maraca                                               | 2011 | -                       | -                       | -                       | -                       | -                       | -                       | 14                      | -                       | -                       | -                       |                                                     | Universe              |   |
| In Your Head                                         | 2012 | 26                      | -                       | -                       | 77                      | -                       | -                       | -                       | 31                      | -                       | -                       |                                                     | MoveMeant             |   |
| Movin' (feat. Birdman, K.M.C. and Caskey)            | 2014 | -                       | -                       | -                       | -                       | -                       | -                       | -                       | -                       | -                       | -                       |                                                     | Universe              |   |
| Summertime                                           | 2014 | -                       | -                       | -                       | -                       | -                       | -                       | -                       | -                       | -                       | -                       |                                                     | Universe              |   |
| Universe                                             | 2014 | -                       | -                       | -                       | -                       | -                       | -                       | -                       | -                       | -                       | -                       |                                                     | Universe              |   |
| Infinity                                             | 2016 | -                       | -                       | -                       | -                       | -                       | -                       | -                       | -                       | -                       | -                       |                                                     | Universe              |   |
| We On Fire (feat. D Kullus)                          | 2017 | -                       | -                       | -                       | -                       | -                       | -                       | -                       | -                       | -                       | -                       |                                                     | -                     |   |
| Radio                                                | 2017 | -                       | -                       | -                       | -                       | -                       | -                       | -                       | -                       | -                       | -                       |                                                     | -                     |   |
| Mr. Loverman                                         | 2018 | -                       | -                       | -                       | -                       | -                       | -                       | -                       | -                       | -                       | -                       |                                                     | -                     |   |
| Hello                                                | 2019 | -                       | -                       | -                       | -                       | -                       | -                       | 3                       | -                       | -                       | -                       |                                                     | Melodifestivalen 2019 |   |
| Winners                                              | 2020 | -                       | -                       | -                       | -                       | -                       | -                       | 24                      | -                       | -                       | -                       |                                                     | Melodifestivalen 2020 |   |
| Plus Fortes (Mama)                                   | 2020 | -                       | -                       | -                       | -                       | -                       | -                       | -                       | -                       | -                       | -                       |                                                     | -                     |   |
| Chocola (Feat. Bayanni, Dawda)                       | 2020 | 2023                    | -                       | -                       | -                       | -                       | -                       | -                       | -                       | -                       | -                       | -                                                   |                       | - |

## Fordítás
- Ez a szócikk részben vagy egészben  a   Mohombi című angol Wikipédia-szócikk fordításán alapul.  Az eredeti cikk szerkesztőit annak laptörténete sorolja fel. Ez a jelzés csupán a megfogalmazás eredetét és a szerzői jogokat jelzi, nem szolgál a cikkben szereplő információk forrásmegjelöléseként.
- Ez a szócikk részben vagy egészben  a   Mohombi discography című angol Wikipédia-szócikk fordításán alapul.  Az eredeti cikk szerkesztőit annak laptörténete sorolja fel. Ez a jelzés csupán a megfogalmazás eredetét és a szerzői jogokat jelzi, nem szolgál a cikkben szereplő információk forrásmegjelöléseként.